# Stadtpfarrkirche Knittelfeld

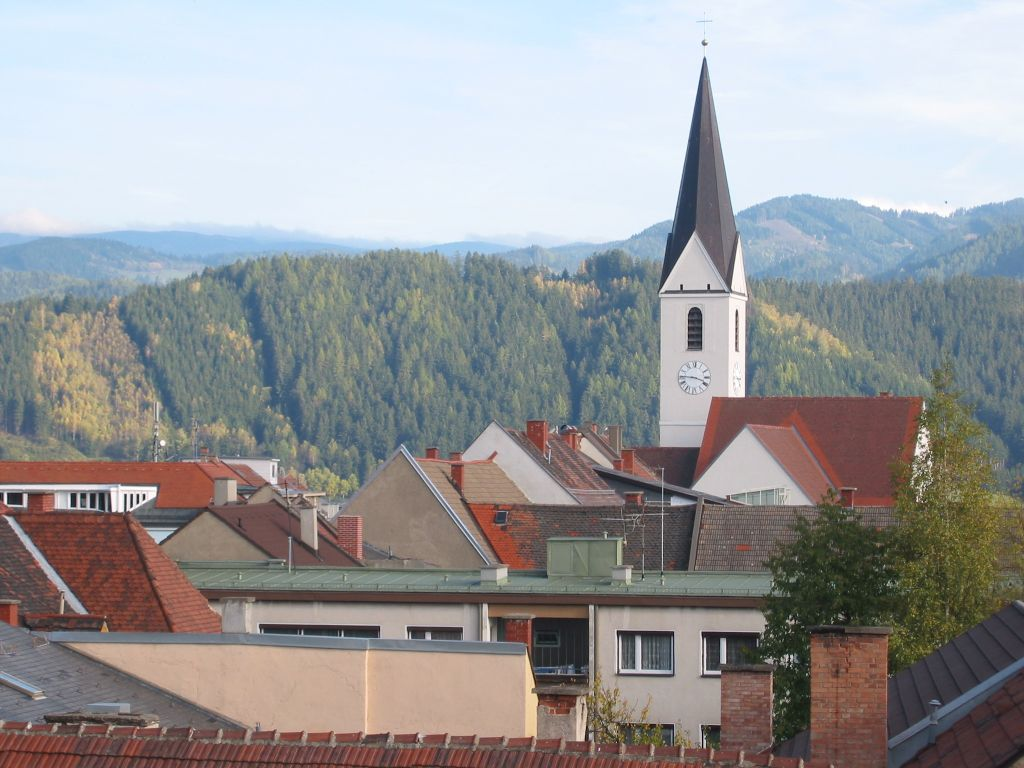
Katholische Stadtpfarrkirche Christus als König in Knittelfeld

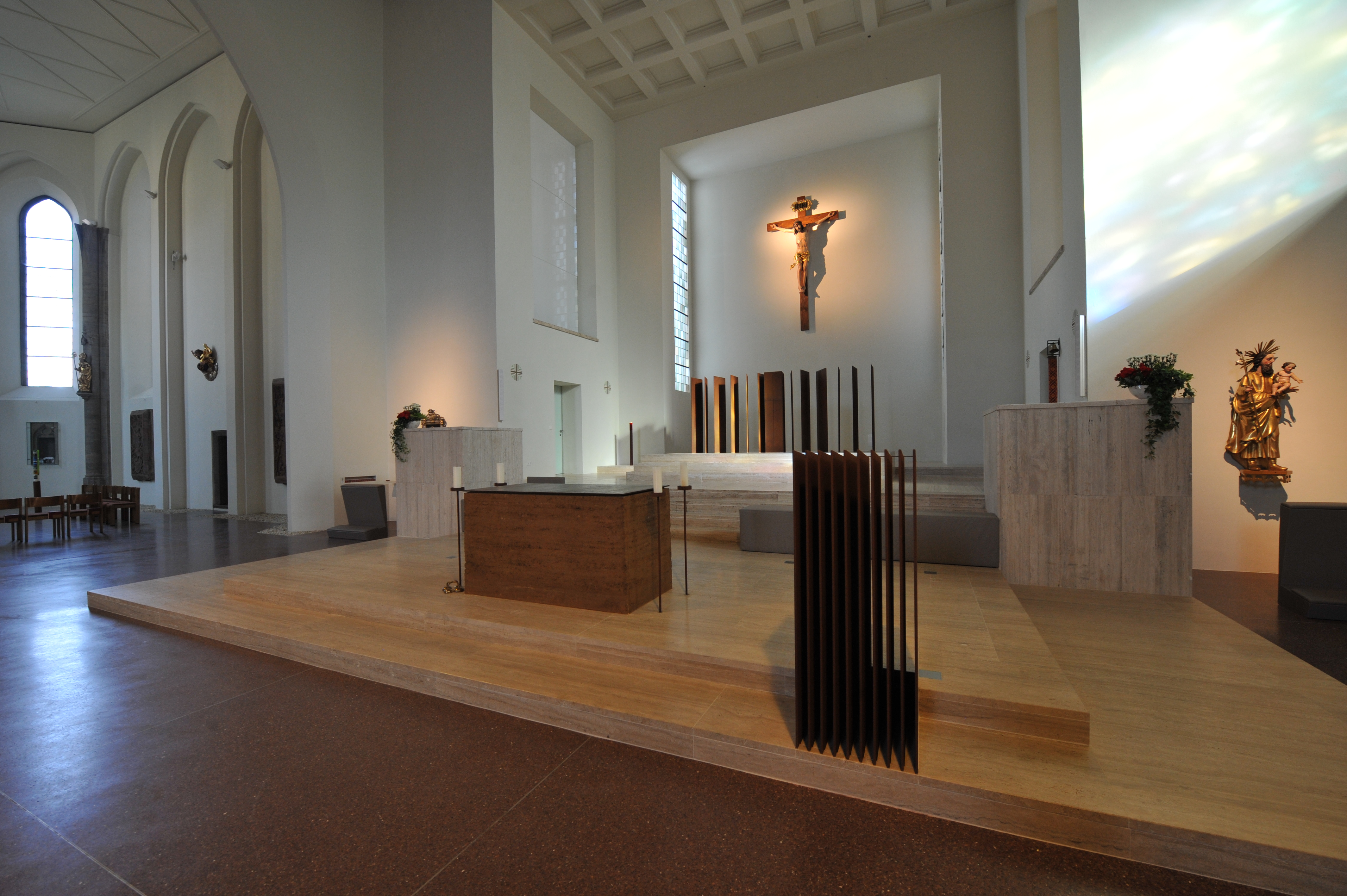
Im Langhaus zum Altarraum

Die Stadtpfarrkirche Knittelfeld steht in der Stadtgemeinde Knittelfeld im Bezirk Murtal in der Steiermark. Die auf Christus König geweihte römisch-katholische Pfarrkirche gehört zum Dekanat Knittelfeld in der Diözese Graz-Seckau. Die Kirche und der Friedhof stehen unter Denkmalschutz (Listeneintrag). 

## Geschichte
Urkundlich wurde 1224 eine Kirche und 1242 eine Pfarre genannt. Die Kirche war von 1321 bis 1782 dem Stift Seckau inkorporiert.
Der gotische Neubau der Kirche erfolgte in zwei Abschnitten, 1435 der Chor mit 1451 Weihe des Chores, die dreischiffige Langhaushalle wurde nach der Mitte des 15. Jahrhunderts erbaut. 1945 wurde die Kirche durch Fliegerbomben zerstört, nur die Sakristei und Teile des Chores blieben erhalten. Der nun nach Süden orientierte Neubau von 1950 bis 1957 wurde nach den Entwürfen des Architekten Friedrich Zotter errichtet. Der gotische Chor blieb erhalten und dient nun als Taufkapelle.

## Architektur
Die Kirche steht in einem Kirchhof, Reste der alten Kirchhofmauer und ein spätgotisches Friedhofsportal sind erhalten.
Der ehemalige gotische zweijochige Chor mit einem Fünfachtelschluss ist heute eine Taufkapelle. Einige der Dreiviertelrunddienste mit Nischen, Konsolen und Baldachinen sind erhalten. Ein Dienst nennt 1435. Weiters ist teils der ehemalige Fronbogen erhalten. In der ehemaligen Chorschräge ist eine Nische mit Nonnenschluss. Das gotische schulterbogige Sakristeiportal hat eine Tür mit gotischen Eisenbeschlägen, ebenso die Tür gegenüber. Die ehemalige gotische zweijochige Sakristei hat ein Kreuzrippengewölbe auf Konsolen, eine Konsole mit Kopf. Die Nordostecke der Sakristei nennt 1454, die Konsole in der Nordostecke 1455, beide Jahresangaben sind nun in der Ostwand des neuen Kirchenbaues eingemauert.
Die Glasfenster Taufe Christi im Chorschluss des gotischen Chores/Taufkapelle schuf Lucia Jirgal (1955). Die Fenster der neuen Kirche schuf Albert Birkle (1954/1955).
Der Kirchenneubau ist ein Saalraum unter einer flachen Holzdecke mit einem erhöhten gestaffelten Chor. Der Turm steht östlich des Chores.

## Ausstattung
Der spätgotische Kruzifix beim Hochaltar ist aus dem Anfang des 16. Jahrhunderts. Die Orgel aus 1956 stammt von Dreher & Reinisch.
Eine Glocke nennt Franz Salesius Feltl 1788.